# Jern(III)nitrat
Jern(III)nitrat er et salt med formlen Fe(NO3)3. Saltet er stærkt hygroskopisk.
| Kemi | Spire Denne artikel om kemi er en spire som bør udbygges. Du er velkommen til at hjælpe Wikipedia ved at udvide den. |